# Orde van de Ridders van de Haas
Toen in 1338 een haas vanuit de rijen van de Franse Ridders die tegenover het door Koning Eduard III geleide leger stonden ontsnapte en, tot groot vermaak van de Engelsen, door het niemandsland rende, greep de Britse Vorst het ogenblik aan om veertien knapen tot Ridder te slaan.
Zij werden de "Ridders van de Haas" en wachtten met hun Koning op de Franse aanval maar deze bleef uit.